# Thor Høholt
Thor Høholt (født 22. februar 2001) er en dansk fodboldspiller, der spiller for danske Nykøbing FC.

## Ungdom
Thor Høhol begyndte sin karriere i FC Nordsjælland og Lyngby BK.